# King Uncle
King Uncle es una película de comedia dramática india en hindi de 1993 dirigida por Rakesh Roshan. La película está protagonizada por Jackie Shroff, Shahrukh Khan y Anu Agarwal en los papeles principales. Nagma, Paresh Rawal, Sushmita Mukherjee, Pooja Ruparel, Deven Verma en papeles secundarios. La película se inspiró en la cinta Annie (1982) protagonizada por Aileen Marie Quinn y Albert Finney, que a su vez se basa en la historieta de Little Orphan Annie (1924) de Harold Gray. La película fue un éxito de taquilla que duró más de 100 días en cartelera ese momento, desde entonces ha ganado estatus de culto y es amada por familias y niños. La actuación de Jackie Shroff fue muy amada y apreciada; así como la actriz infantil Pooja Ruparel como la huérfana Munna.

## Sinopsis
Ashok Bansal (Jackie Shroff) es un estricto industrial, inspirado en el "labio superior rígido" británico. Ashok comienza a odiar a la gente pobre y comienza a trabajar duro para hacerse rico porque su madre lo abandonó con sus otros dos hermanos y se fue por un hombre más rico. En el proceso de adquirir riqueza, se convierte en un hombre disciplinado insoportable y descuida a su familia, que consiste en su hermano menor Anil (Shahrukh Khan) y su hermana Suneeta (Nivedita Saraf). Hace que su hermana Suneeta se case con un hombre que resulta ser un buscador de oro, aunque ella está enamorada del gerente de Ashok (Vivek Vaswani). Anil va en contra de las costumbres de su hermano y se casa con Kavita, una niña pobre (Nagma), optando por salir de la casa.
Munna (Pooja Ruparel), una huérfana llega a la casa de Ashok Bansal e intenta descongelar al estricto frío Ashok. Ella crea estragos en la casa de Ashok y finalmente se las arregla para convertirse en una niña de sus ojos, mientras él intenta que la retiren del orfanato dirigido por un intrigante alcaide de borrachos (Sushmita Mukherjee) que tuvo que soportar las pérdidas debido a que Munna derramó los frijoles sobre su comportamiento borracho. Gracias a las sugerencias de Munna, él libera a su hermana de su marido abusivo y la lleva a casa.
Cuando el director del orfanato planea secuestrar a Munna para matarla y deshacerse de ella y usurpar a Ashok Bansal, sin darse cuenta de su malvado plan, deja ir a Munna. Al darse cuenta de que extraña a Munna, decide adoptar a Munna para salvarla de las garras del alcaide y su novio criminal (Paresh Rawal). Ashok Bansal eventualmente con la ayuda de Munna repara las cercas con su propia familia y se convierte en un hombre amable con una gran familia feliz.

## Reparto
- Jackie Shroff como Ashok Bansal conocido como King Uncle.
- Shahrukh Khan como Anil Bansal, hermano menor de Ashok.
- Anu Agarwal como Fenni Fernando.
- Nagma como Kavita Bansal.
- Pooja Ruparel como Munna Bansal.
- Nivedita Joshi como Suneeta Bansal.
- Paresh Rawal como Pratap.
- Deven Verma como Karim.
- Sushmita Mukherjee como Shanti.
- Dinesh Hingoo como Chunilal.
- Dalip Tahil como Pradeep Mallik.

## Banda sonora
La música está compuesta por Rajesh Roshan, mientras que las canciones están escritas por Indeevar y Javed Akhtar.
| # | Título                       | Cantante(s)                                             | Letrista(s)  |
| - | ---------------------------- | ------------------------------------------------------- | ------------ |
| 1 | "Akkad Bakkad Bombay Bo"     | Sudesh Bhosle, Alka Yagnik                              | Javed Akhtar |
| 2 | "Dil Mane Jise Wohi Apna"    | Kumar Sanu                                              | Indeevar     |
| 3 | "Fenny Ne Mujhe Bulaya"      | Sudesh Bhosle, Asha Bhosle                              | Javed Akhtar |
| 4 | "Hum Rahe Na Rahe Yahan Par" | Sadhana Sargam                                          | Indeevar     |
| 5 | "Is Jahan Ki Nahi Hain"      | Nitin Mukesh, Lata Mangeshkar                           | Indeevar     |
| 6 | "Khush Rahne Ko Zaroori"     | Vinod Rathod, Nitin Mukesh, Alka Yagnik, Sadhana Sargam | Indeevar     |
| 7 | "Parody"                     | Sudesh Bhosle, Sapna Mukherjee                          | Javed Akhtar |
| 8 | "Tare Aasman Ke Dharti Pe"   | Sadhana Sargam                                          | Indeevar     |